# Skogsnålskinn
Skogsnålskinn (Tubulicrinis borealis) är en svampart som beskrevs av J. Erikss. 1958. Skogsnålskinn ingår i släktet stiftskinn och familjen Tubulicrinaceae.  Arten är reproducerande i Sverige. Inga underarter finns listade i Catalogue of Life.